# Tai-Pan (bok)
Tai Pan är en historisk roman skriven av James Clavell. Romanen utspelar sig i Hongkong strax efter slutet på Första opiumkriget, 1842. Boken är den andra i Clavells serie om den Asiatiska sviten, föregången av Shōgun och efterföljd av Gai-Jin. Bokens huvudkaraktär är Dirk Struan, en skotsk handelsman och ledare för handelshuset Struan's. Bokens huvudteman är konflikten mellan den västerländska och österländska kulturen, kolonisationen av Hongkong och den ostasiatiska handeln.

## Karaktärer och deras historiska basis
- Dirk Struan - Skotsk handelsman i östasien. Tai-Pan för handelshuset Struan's. Löst baserad på William Jardine.
- Culum Struan - Hans son. Arvtagare och blivande Tai-Pan för Struan's.
- Robb Struan - Dirk Struans halvbror och handelspartner. Löst baserad på James Matheson.
- Tyler Brock - Ledare för handelshuset Brock & Sons Trading Company och Struan's främste rival. Löst baserade på Dent & Co.
- William Longstaff - Hongkongs förste guvernör.
- Jeff Cooper, - Amerikansk handelsman.
- Wilf Tillman, - Amerikansk handelsman.
- May–May - Dirk Struans kinesiska älskarinna.
- Shevaun Tillman - Eventuellt blivade fru till Dirk.
- William Skinner - Redaktör för Hongkongs tidning.
- Gordon Chen - Dirk Struan's utomäktenskapliga son. Löst baserad på Robert Ho Tung.

## Film
År 1986 släpptes en amerikansk film baserad på boken. 